# Dekanat La Santa Cruz (archidiecezja Barranquilla)
Dekanat La Santa Cruz – jeden z 27 dekanatów rzymskokatolickiej archidiecezji Barranquilla w Kolumbii. 
Według stanu na styczeń 2017 w skład dekanatu La Santa Cruz wchodziło 9 parafii rzymskokatolickich. Urząd dziekana sprawował wówczas ks. Santino Sacramento Vitola, proboszcz parafii św. Piotra Claver w De Abril. 

## Lista parafii
Źródło:
| Lp. | Miejscowość   | Parafia                                         | Grafika | Kościół                                                         | Adres                                                           | Proboszcz                               |
| --- | ------------- | ----------------------------------------------- | ------- | --------------------------------------------------------------- | --------------------------------------------------------------- | --------------------------------------- |
| 1   | Ciudadela     | Parafia Świętego Krzyża                         |         | Kościół Świętego Krzyża w Ciudadela                             | Calle 47 Nº1B—20 (Ciudadela)                                    | ks. David Enrique De La Hoz De La Rosa  |
| 2   | Conidec       | Parafia Matki Bożej Nadziei                     |         | Kościół Matki Bożej Nadziei w Conidec                           | Cra. 4B Sur #48 B—81 (Conidec)                                  | ks. Jaime Arturo Román Sepúlveda        |
| 3   | Ripoll        | Parafia Matki Bożej z Guadalupe Królowej Pokoju |         | Kościół Matki Bożej z Guadalupe Królowej Pokoju w Ripoll        | Cra. 6D Sur Calle 47B-15 (Ripoll)                               | ks. Jaime Arturo Román Sepúlveda        |
| 4   | De Abril      | Parafia św. Piotra Claver                       |         | Kościół św. Piotra Claver w De Abril                            | Cra 7A Sur #62—07 (7 De Abril)                                  | ks. Santino Sacramento Vitola (dziekan) |
| 5   | Carrizal      | Parafia św. Marcina z Tours                     |         | Kościół św. Marcina z Tours w Carrizal                          | Cra. 2E #50 - 03 (Carrizal)                                     | ks. Miguel Samuel Gómez Pestana         |
| 6   | Los Robles    | Parafia św. Pankracego                          |         | Kościół św. Pankracego w Los Robles                             | Cra 22 77-95 (Los Robles)                                       | ks. Roberto Mario Castro Castro         |
| 7   | Los Almendros | Parafia Najświętszej Maryi Panny Matki Kościoła |         | Kościół Najświętszej Maryi Panny Matki Kościoła w Los Almendros | Diagonal 14 #82A—25 (Los Almendros)                             | ks. Mario de Jesús Solano Cabarcas      |
| 8   | Villa Estadio | Parafia bł. Mariana Jezus Euse Hoyos            |         | Kościół bł. Mariana Jezus Euse Hoyos w Villa Estadio            | Cra. 23G #71—34 (Villa Estadio II)                              | ks. Franklin Posso Meza                 |
| 9   | Santo Domingo | Parafia św. Marcina de Porres                   |         | Kościół św. Marcina de Porres w Santo Domingo                   | Calle 68 #1C—56 (Santo Domingo) upsanmartindeporres@hotmail.com | ks. William Armando Junieles Arrieta    |